# Xantelasma
Xantelasma er gule, flade pletter, almindeligvis omkring øjnene, består af fedt. Ordet har sin oprindelse i græsk. 
Ordet xanthom er identisk med xantelasma.